# Gare de Bruyères-sur-Oise
Ne doit pas être confondu avec Gare de Bruyères (Vosges).
La gare de Bruyères-sur-Oise est une gare ferroviaire française de la ligne de Pierrelaye à Creil, située sur le territoire de la commune de Bruyères-sur-Oise dans le département du Val-d'Oise en région Île-de-France.
C'est une halte voyageurs de la Société nationale des chemins de fer français (SNCF) desservie par les trains du réseau Transilien Paris-Nord (ligne H).

## Situation ferroviaire
Établie à 29 mètres d'altitude, la gare de Bruyères-sur-Oise est située au point-kilométrique (PK) 49,603 de la ligne de Pierrelaye à Creil, entre les gares de Persan - Beaumont et de Boran-sur-Oise.

## Histoire

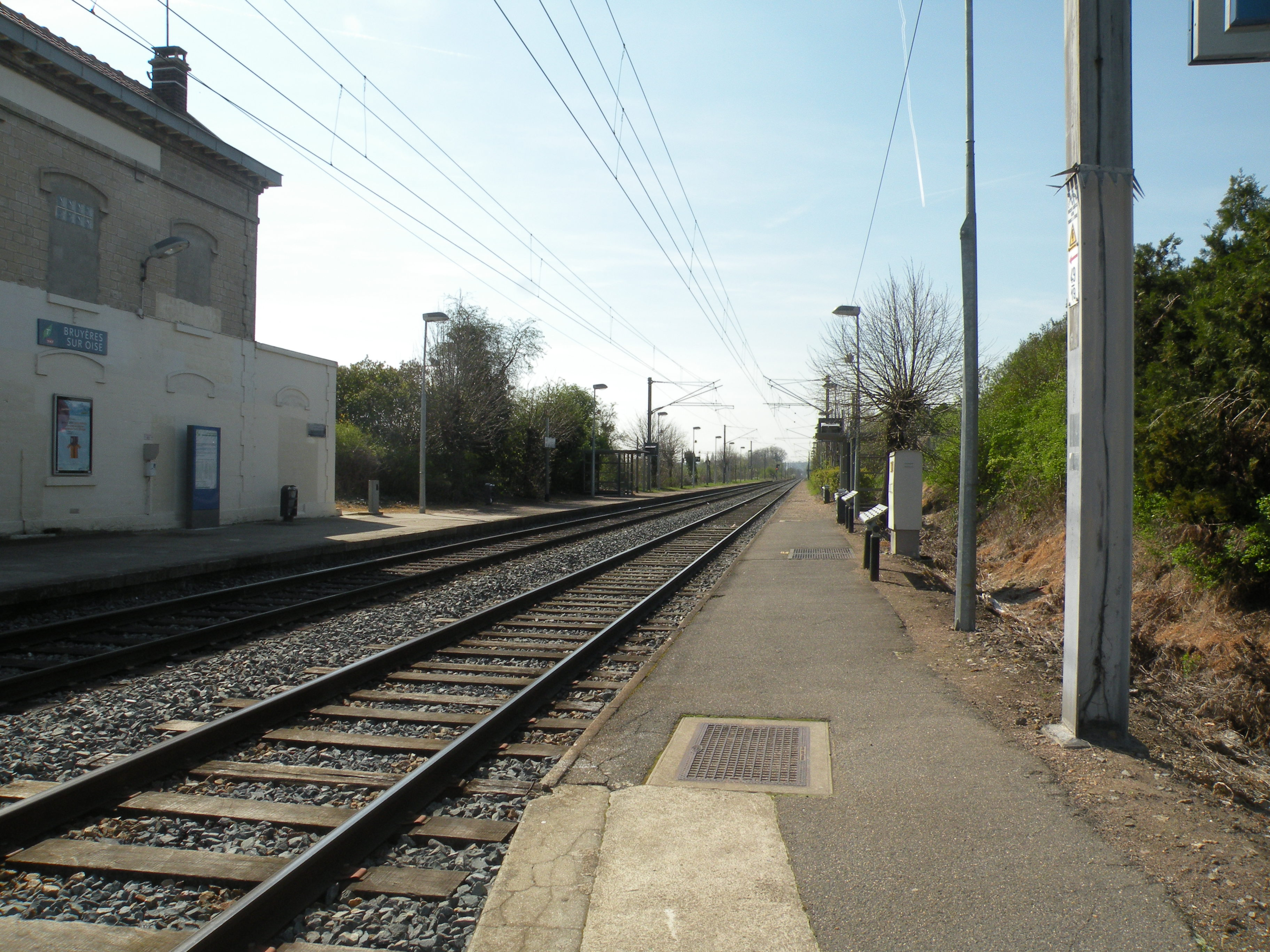
Voies et quai en direction de Pontoise.

Le nombre de voyageurs quotidiens était inférieur à 500 en 2002.
En 2012, 140 voyageurs ont pris le train dans cette gare chaque jour ouvré de la semaine.
En 2014, selon les estimations de la SNCF, la fréquentation annuelle de la gare est de 81 000 voyageurs.
Il s'agit de la dernière gare desservie en Île-de-France avant le passage en Hauts-de-France ; la tarification du STIF n'est pas valable au-delà.

## Service des voyageurs

### Accueil
Halte SNCF, c'est un point d'arrêt non géré (PANG) à accès libre. Elle dispose d'automates pour l'achat de titres de transport Transilien et d'un système d'affichage des trains en temps réel.

### Desserte
Bruyères-sur-Oise est desservie par les trains de la ligne H du Transilien.

### Intermodalité
Un parking pour les véhicules y est aménagé. La gare ne dispose d'aucune correspondance avec des lignes de bus. Cependant, il est possible d'effectuer une correspondance à l'arrêt Centre Ville de Bruyères-sur-Oise situé à proximité de la gare avec les lignes 1301 et 1305 du réseau de bus Haut Val-d'Oise.